# Azima angustifolia
Azima angustifolia là một loài thực vật có hoa trong họ Salvadoraceae. Loài này được A.DC. mô tả khoa học đầu tiên năm 1873.